# 프랑크 바우만
프랑크 바우만(Frank Baumann, 1975년 10월 29일 ~)는 독일의 은퇴한 축구 선수로, 현역 시절 주로 SV 베르더 브레멘에서 활약하였다. 현재 베르더 브레멘의 단장으로 재임중이다.
그는 주로 수비형 미드필더나 센터백으로 기용되는데, 거친 태클과 수비 위치 선정으로 알려져 있다. 독일 축구 국가대표팀 일원으로 약 30경기 가량의 국제경기에 출전하였는데 그는 UEFA 유럽 축구 선수권 대회에 한번 FIFA 월드컵에 출전하였고, 2002년에 출전한 후자 대회의 경우 결승전에 올랐다.

## 클럽 경력

### 1. FC 뉘른베르크
바이에른주, 뷔르츠부르크 출신으로, 바우만은 1. FC 뉘른베르크에서 미드필더로 데뷔하였고, 그의 재능은 수비수를 맡으면서 두각을 나타냈다. 뉘른베르크 소속으로 150경기 이상 출전한 그는 독일의 상위에 3부부터 1부까지의 리그를 모두 경험하였고, 이후 그는 1999년에 SV 베르더 브레멘으로 이적하였다.

### SV 베르더 브레멘
베르더 브레멘에서 바우만은 일찌감치 주전이 되었고, 1999-2000 시즌에는 5골을 득점하였다. 비록 이 시즌에 브레멘은 리그를 9위로 마감하였으나, FC 바이에른 뮌헨에 이어 DFB-포칼 준우승을 거둔 브레멘은 UEFA컵의 2000-01 시즌 진출권을 손에 넣었다.
그는 말년에 부상을 자주 당하였으나 계속해서 베르더 브레멘의 주전으로 활약하였다. 바우만은 함부르크 SV와의 UEFA컵 2008-09 준결승 2차전에서 코너킥을 받아 득점하며 팀을 결승에 올렸다. 득점 당시 홈 관중들은 구겨진 종이가 필드에 던졌고 던져진 종이는 공을 굴절시켰다. 바우만은 클럽과의 계약을 한달정도 남겨놓고 2009년 5월 20일에 현역 은퇴를 선언하였다. 2009년 5월 26일, 바우만은 클럽의 보조 매니저가 되었고, 같은 시기에 클라우스 알로프스도 브레멘의 클럽 보드진이 되었다.

## 국가대표팀 경력
바우만은 국제경기에 28번 출전하였고, 2골을 득점하였다. 그는 1999년 11월 14일, 오슬로에서의 노르웨이 친선전에 데뷔하였다. 경기는 독일의 1-0 승리로 종료되었다.
그는 2002년 FIFA 월드컵 최종 엔트리에 포함되었고, 이 대회의 16강전인 파라과이와의 경기에 한경기 출전하였다. UEFA 유로 2004에서는 2경기에 출전하였다.

## 수상

### 클럽
- 푸스발-분데스리가: 2003–04
- DFB-포칼:
  - 우승: 2003–04, 2008–09
  - 준우승: 1999–2000
- DFB-리가포칼:
  - 우승: 2006
  - 준우승: 1999, 2004

### 국가대표팀
- FIFA 월드컵 준우승: 2002